# Vol Yeti Airlines 103
Le 8 octobre 2008, dix-huit personnes sont mortes lors du vol 103 de Yeti Airlines, un de Havilland Canada DHC-6 Twin Otter de la série 300 immatriculé 9N-AFE. L'appareil s'est écrasé lors de l'approche finale de l'aéroport Tenzing-Hillary, dans l'est du Népal.

## Crash
Cet aéroport est le principal moyen d'accès au camp de base de l'Everest. Il est réputé d'atterrissage difficile avec une piste de 550 mètres de long et 20 mètres de large ainsi qu'une voie d'approche obstruée. L'appareil s'est écrasé après que ses roues ont coupé une clôture durant l'atterrissage. Il s'est ensuite enflammé.

## Victimes

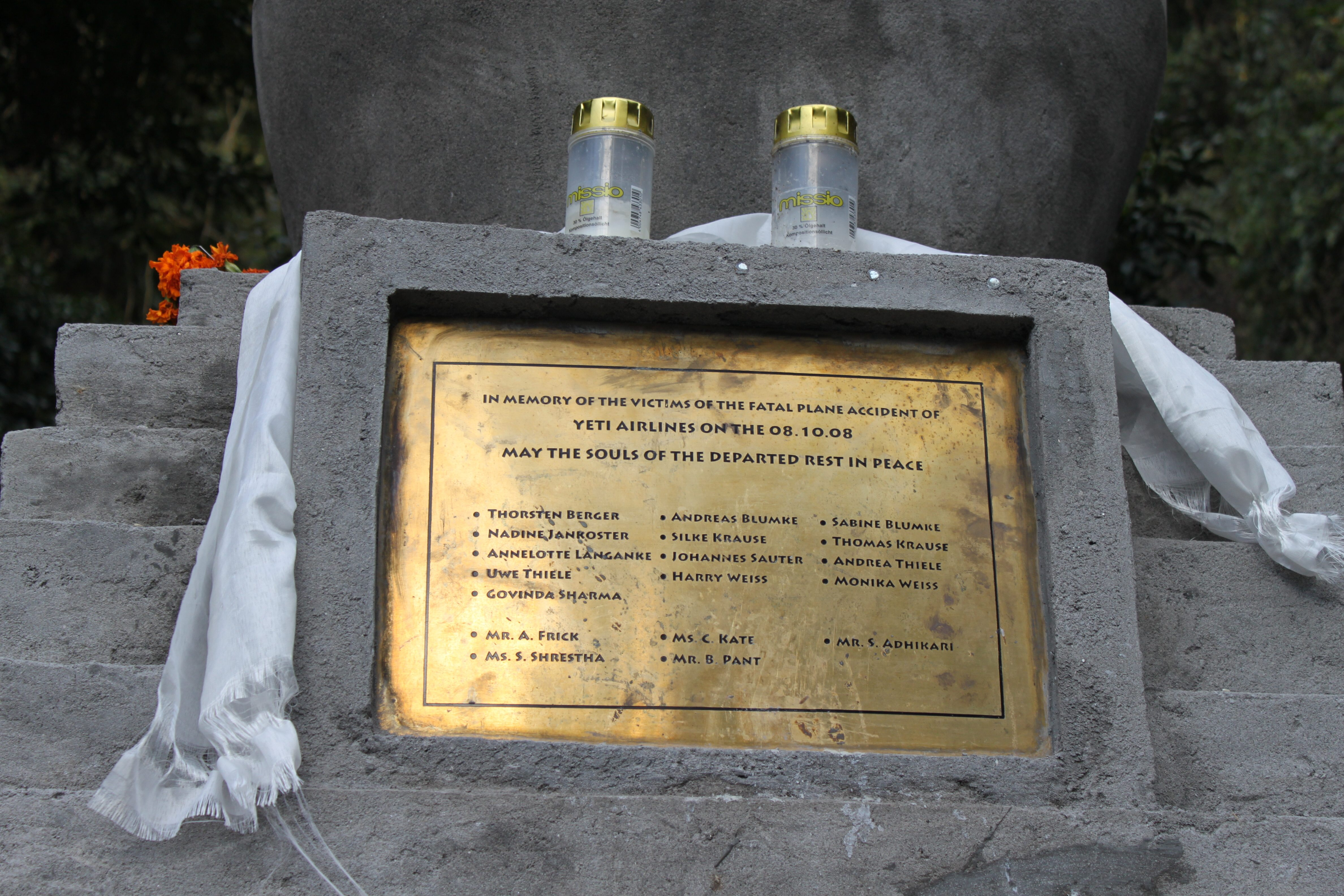
Plaque commémorant les victimes de l'accident.

Les dix-huit morts sont deux membres d'équipage et seize touristes, douze allemands et deux australiens. Le seul survivant est Surendra Kunwar, l'un des pilotes, sorti de l'avion peu après l'accident et transféré à Katmandou pour être soigné en urgence,,.
| Nationalité | Passagers | Equipage | Total |
| ----------- | --------- | -------- | ----- |
| Allemagne   | 12        | 0        | 12    |
| Australie   | 2         | 0        | 2     |
| Népal       | 0         | 3        | 3     |
| Inconnus    | 2         | 0        | 2     |
| Total       | 16        | 3        | 18    |